# Louis Carrogis Carmontelle

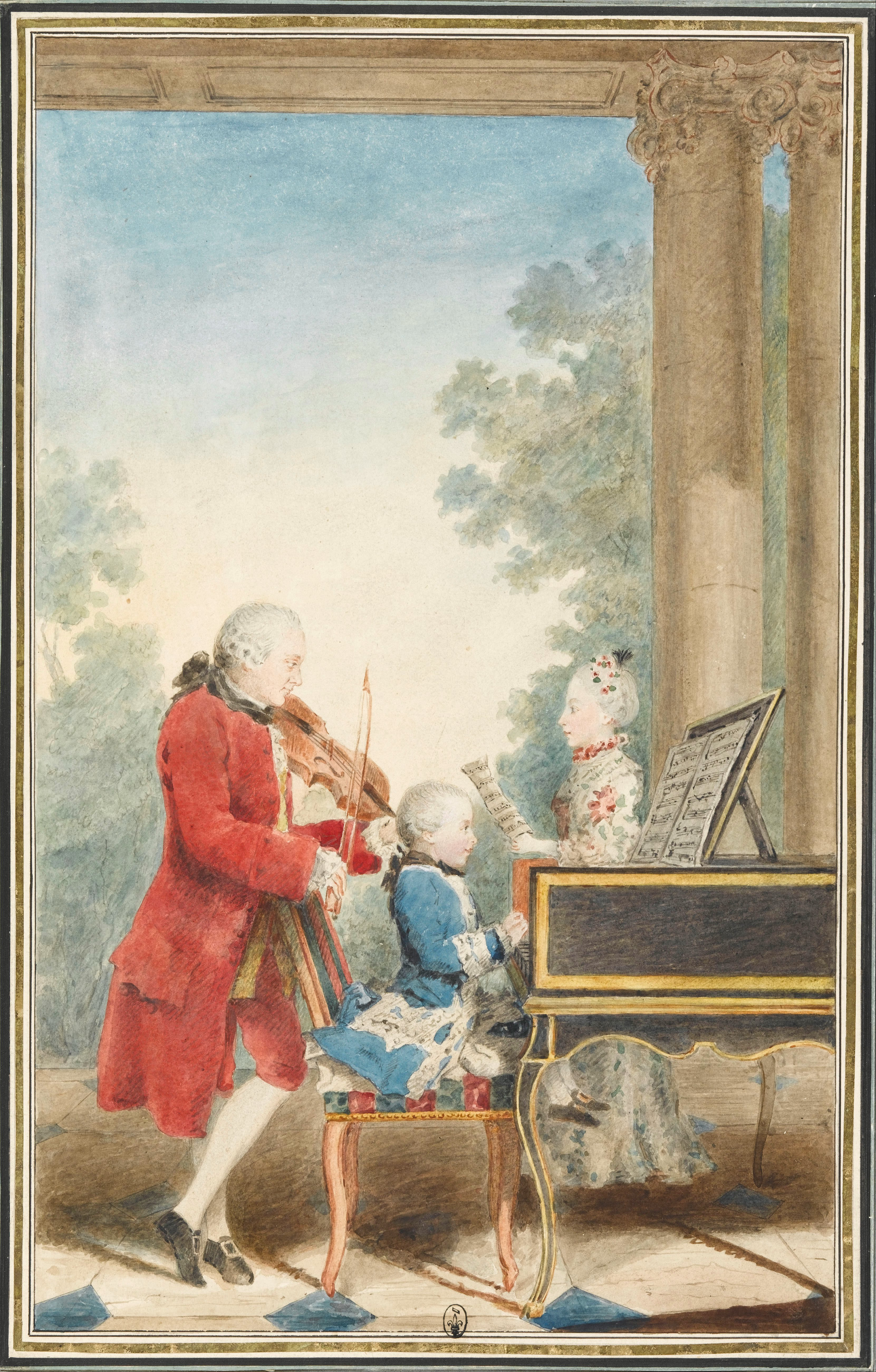
Carmontelle's watercolour (1763) of Leopold Mozart with Wolfgang Amadeus and Maria Anna is among his best-known works.

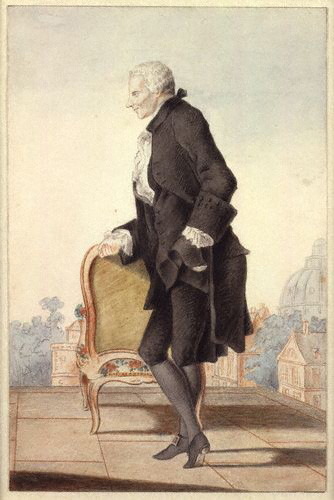
Acuarela de Carmontelle (c. 1762) de Laurence Sterne

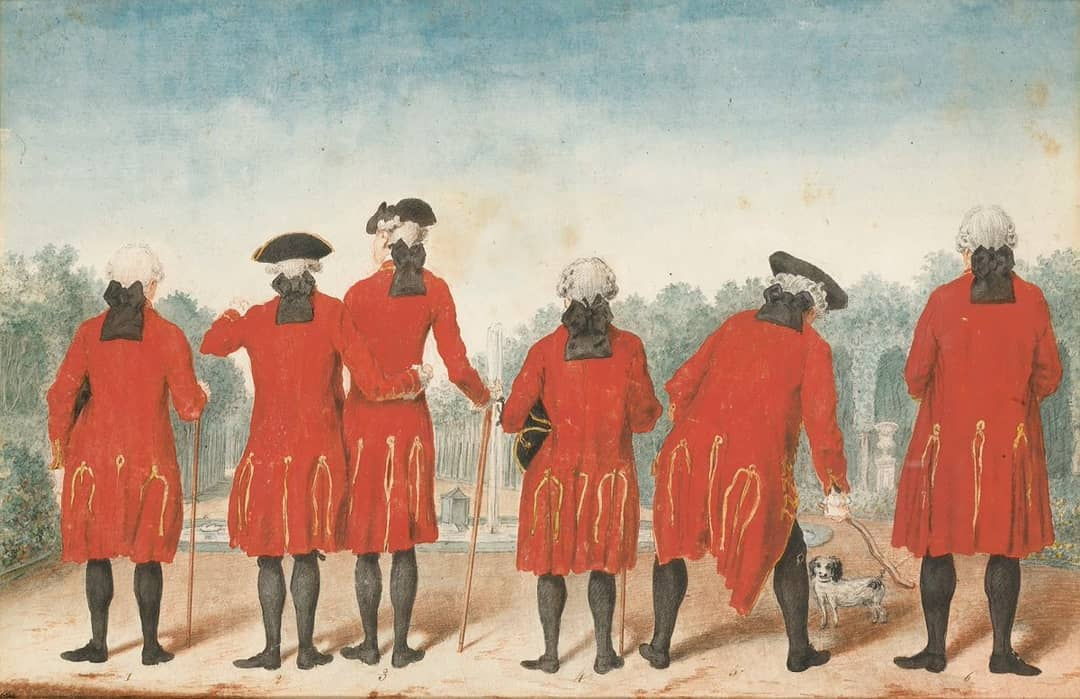
Los gentilhombres del duque de Orleans. Cuadro pintado por Louis Carrogis Carmontelle (c. 1770)

Louis Carrogis Carmontelle (n. París, 15 de agosto de 1717-d. París, 26 de diciembre de 1806) fue un dramaturgo, pintor, arquitecto, escenógrafo y autor francés que diseñó uno de los primeros ejemplos del jardín paisajístico francés, el Parque Monceau en París. También inventó el transparente, uno de los primeros antepasados de la linterna mágica y la película, para ver bandas en movimiento de pinturas de paisajes.
Carmontelle vino de un familia modesta; su padre era un zapatero. Estudió dibujo y geometría, y a la edad de veintitrés calificó para el título de ingeniero, y entró al servicio del duque de Chevreuse y del duque de Luynes en el castillo de Dampierre, donde enseñó dibujo y matemáticas a los niños.
En 1758, ingresó al servicio del conde Pons de Saint-Maurice, gobernador del duque de Chartres y comandante del regimiento de Orléans-dragones como ingeniero topográfico. Además de sus deberes de dibujo, escribió farsas y cuentos. Después de 1763 entró al servicio de Louis Philippe I, duque de Orleans como lector responsable de proveer representaciones teatrales para su familia. Escribió y dirigió obras de teatro, decoró el escenario e hizo los disfraces. De esta manera, inventó un nuevo género de juego, el proverbe dramatique, una escena de comedia diseñada para ser un punto de partida de una improvisación teatral. También escribió obras de teatro para la famosa bailarina Marie-Madeleine Guimard en su actuación en el teatro privado de su residencia, Pantin.
Además de su trabajo en el teatro, fue un artista talentoso, que hizo retratos en pluma y acuarela en menos de dos horas de personas notables que conoció. El más famoso de sus dibujos es el de Mozart de niño interpretando el Clavecín.

## Parque Monceau
En 1773, el duque de Chartres, hijo de Louis-Philippe d'Orléans y el futuro Philippe Egalité, le pidió que diseñara un jardín alrededor de una pequeña casa que estaba construyendo al noroeste de París. Entre 1773 y 1778, creó la folie de Chartres (ahora Parque Monceau), uno de los jardines paisajísticos franceses más famosos de la época. Se apartó de los jardines paisajísticos ingleses más naturales de la época al presentar una serie de escenas fantásticas diseñadas "para unir en un jardín todos los lugares y todos los tiempos". [3] Incluía una serie de fabriques, o estructuras arquitectónicas, mientras ilustraba todos los estilos conocidos en ese momento; antigüedad, exotismo, chino, turco, ruinas, tumbas y paisajes rústicos, todos creados para sorprender y distraer al visitante.
Después de la muerte del duque de Orleans en 1785, Carmonetelle entró al servicio del duque de Chartres y enseñó dibujo a su hijo Louis-Philippe de Francia, el futuro y último rey de Francia, y a su hermana Adeleide.

## Introducción a la animación
En los últimos años de su vida, fue pionero en un nuevo invento para mostrar pinturas en movimiento, que fue un ancestro lejano de la película. En 1783 comenzó a trabajar en lo que denominó "décors transparents animés". Eran pinturas de paisajes en largas bandas de papel, de cincuenta centímetros de alto y hasta cuarenta y dos metros de largo. Estos fueron montados en dos rodillos de madera en una caja, con la luz del día entrando en la caja desde atrás y atravesando el papel. Los paisajes fueron rodando lentamente de un rollo a otro, dando la ilusión de un paseo por el jardín. Los primeros paisajes en movimiento los tituló "Paisajes de Francia", "Jardines ingleses", "Las estaciones" y "Los bancos del Sena". Uno de los paisajes en movimiento se conserva en el Museo de Sceaux.

## Eponimia
El asteroide (6605) Carmontelle fue nombrado así en su memoria.